# World Poker Tour Saison 2
La saison 2 du World Poker Tour est un tournoi de poker qui s'est tenu en 2003 et 2004.

## Résultats

### Grand Prix de Paris
- Casino : Aviation Club de France, Paris
- Prix d'entrée : €10,000
- Date : Du 10 juillet au 13 juillet 2003
- Nombre de joueurs : 96
- Prize Pool : €894,400
- Nombre de places payées : 9

| Place | Nom                   | Prix     |
| ----- | --------------------- | -------- |
| 1er   | David Benyamine       | €357,200 |
| 2e    | Jan Boubli            | €178,000 |
| 3e    | George Paravoliasakis | €134,000 |
| 4e    | Jamie Posner          | €80,500  |
| 5e    | Erick Lindgren        | €53,600  |
| 6e    | Lee Salem             | €35,700  |

### Legends of Poker
- Casino : Bicycle Casino, Los Angeles
- Prix d'entrée : $5,000
- Date : Du 1er septembre au 3 septembre 2003
- Nombre de joueurs : 309
- Prize Pool : $1,545,000
- Nombre de places payées : 27

| Place | Nom            | Prix     |
| ----- | -------------- | -------- |
| 1er   | Mel Judah      | $579,375 |
| 2e    | Paul Phillips  | $293,550 |
| 3e    | T.J. Cloutier  | $146,775 |
| 4e    | Chip Jett      | $100,425 |
| 5e    | Farzad Bonyadi | $69,525  |
| 6e    | Phil Laak      | $54,075  |

### Borgata Poker Open
- Casino : Borgata, Atlantic City
- Prix d'entrée : $5,000
- Date : Du 20 septembre au 22 septembre 2003
- Nombre de joueurs : 235
- Prize Pool : $1,175,000
- Nombre de places payées : 18

| Place | Nom              | Prix     |
| ----- | ---------------- | -------- |
| 1er   | Noli Francisco   | $470,000 |
| 2e    | Charlie Shoten   | $235,000 |
| 3e    | David Oppenheim  | $117,500 |
| 4e    | Carlos Mortensen | $70,500  |
| 5e    | Mickey Seagle    | $52,875  |
| 6e    | Randy Burger     | $41,125  |

### Ultimate Poker Classic
- Casino : Radisson Aruba Resort & Casino, Palm Beach, Aruba
- Prix d'entrée : $4,000
- Date : Le 18 octobre 2003
- Nombre de joueurs : 436
- Prize Pool : $1,697,460
- Nombre de places payées : 20

| Place | Nom            | Prix     |
| ----- | -------------- | -------- |
| 1er   | Erick Lindgren | $500,000 |
| 2e    | Daniel Larsson | $300,745 |
| 3e    | Anthony Fagan  | $194,230 |
| 4e    | Barry Shulman  | $112,780 |
| 5e    | Ted Harrington | $68,920  |
| 6e    | Rick Casper    | $43,860  |

### World Poker Finals
- Casino : Foxwoods Casino Resort, Mashantucket, Connecticut
- Prix d'entrée : $10,000
- Date : Du 14 novembre au 17 novembre 2003
- Nombre de joueurs : 313
- Prize Pool : $3,155,000
- Nombre de places payées : 27

| Place | Nom                     | Prix       |
| ----- | ----------------------- | ---------- |
| 1er   | Hoyt Corkins            | $1,089,200 |
| 2e    | Mohamed Ibrahim         | $563,400   |
| 3e    | Phil Hellmuth           | $281,700   |
| 4e    | Chris Ackerman          | $226,925   |
| 5e    | Vellaisamy Senthilkumar | $164,325   |
| 6e    | Brian Haveson           | $117,375   |

### Five Diamond World Poker Classic
- Casino : Bellagio, Las Vegas, Nevada
- Prix d'entrée : $10,000
- Date : Du 15 décembre au 18 décembre 2003
- Nombre de joueurs : 314
- Prize Pool : $3,044,750
- Nombre de places payées : 36

| Place | Nom           | Prix       |
| ----- | ------------- | ---------- |
| 1er   | Paul Phillips | $1,101,908 |
| 2e    | Dewey Tomko   | $552,853   |
| 3e    | Gus Hansen    | $276,426   |
| 4e    | Abe Mosseri   | $174,585   |
| 5e    | Tino Lechich  | $130,940   |
| 6e    | Mel Judah     | $101,842   |

### PokerStars Caribbean Poker Adventure
- Prix d'entrée : $7,500
- Date : Le 25 janvier 2004
- Nombre de joueurs : 221
- Prize Pool : $1,657,501
- Nombre de places payées : 27

| Place | Nom               | Prix     |
| ----- | ----------------- | -------- |
| 1er   | Gus Hansen        | $455,780 |
| 2e    | Hoyt Corkins      | $290,065 |
| 3e    | Daniel Negreanu   | $192,270 |
| 4e    | Michael Benedetto | $132,600 |
| 5e    | John D'Agostino   | $99,450  |
| 6e    | Remco Schrijvers  | $74,590  |

### World Poker Open
- Casino : Horseshoe Casino & Hotel, Tunica
- Prix d'entrée : $10,000
- Date : Du 26 janvier au 29 janvier 2004
- Nombre de joueurs : 367
- Prize Pool : $3,455,050
- Nombre de places payées : 27

| Place | Nom              | Prix       |
| ----- | ---------------- | ---------- |
| 1er   | Barry Greenstein | $1,278,370 |
| 2e    | Randy Jensen     | $656,460   |
| 3e    | James Tippin     | $328,230   |
| 4e    | Chip Reese       | $207,304   |
| 5e    | Can Kim Hua      | $155,477   |
| 6e    | Tony Hartmann    | $120,927   |

### L.A. Poker Classic
- Casino : Commerce Casino, Los Angeles
- Prix d'entrée : $10,000
- Date : Du 21 février au 24 février 2004
- Nombre de joueurs : 382
- Prize Pool : $3,781,500
- Nombre de places payées : 27

| Place | Nom                | Prix       |
| ----- | ------------------ | ---------- |
| 1er   | Antonio Esfandiari | $1,399,135 |
| 2e    | Vinnie Vinh        | $718,485   |
| 3e    | Mike Keohan        | $359,245   |
| 4e    | Bill Gazes         | $226,890   |
| 5e    | Adam Schoenfeld    | $170,170   |
| 6e    | David Benyamine    | $132,355   |

### Bay 101 Shooting Star
- Casino : Bay 101, San José, California
- Prix d'entrée : $5,000
- Date : Du 3 mars au 5 mars 2004
- Nombre de joueurs : 243
- Prize Pool : $1,125,000
- Nombre de places payées : 27

| Place | Nom              | Prix     |
| ----- | ---------------- | -------- |
| 1er   | Phil Gordon      | $360,000 |
| 2e    | Chris Moneymaker | $200,000 |
| 3e    | Masoud Shojaei   | $103,300 |
| 4e    | Scott Wilson     | $79,800  |
| 5e    | Susan Kim        | $68,400  |
| 6e    | Mark Mache       | $57,000  |

### PartyPoker Million
- Prix d'entrée : $7,000 (Limit Hold'em)
- Date : Du 13 mars au 18 mars 2004
- Nombre de joueurs : 546
- Prize Pool : $3,822,000
- Nombre de places payées : 90

| Place | Nom               | Prix       |
| ----- | ----------------- | ---------- |
| 1er   | Erick Lindgren    | $1,000,000 |
| 2e    | Daniel Negreanu   | $675,178   |
| 3e    | Chris Hinchcliffe | $441,463   |
| 4e    | Steve Zolotow     | $259,684   |
| 5e    | Barry Greenstein  | $194,763   |
| 6e    | Scotty Nguyen     | $129,842   |

### World Poker Challenge
- Casino : Reno Hilton, Reno
- Prix d'entrée : $5,000
- Date : Du 30 mars au 4 avril 2004
- Nombre de joueurs : 342
- Prize Pool : $1,658,700
- Nombre de places payées : 27

| Place | Nom          | Prix     |
| ----- | ------------ | -------- |
| 1er   | Mike Kinney  | $629,469 |
| 2e    | Paul Clark   | $310,403 |
| 3e    | Harry Knopp  | $155,202 |
| 4e    | Peter Muller | $98,022  |
| 5e    | Tony Bloom   | $73,517  |
| 6e    | Young Phan   | $57,180  |

### WPT Championship
- Casino : Bellagio, Las Vegas
- Prix d'entrée : $25,000
- Date : Du 19 avril au 23 avril 2004
- Nombre de joueurs : 343
- Prize Pool : $8,342,000
- Nombre de places payées : 50

| Place | Nom               | Prix       |
| ----- | ----------------- | ---------- |
| 1er   | Martin De Knijff  | $2,728,356 |
| 2e    | Hasan Habib       | $1,372,223 |
| 3e    | Matt Matros       | $706,903   |
| 4e    | Richard Grijalva  | $457,408   |
| 5e    | Russell Rosenblum | $332,660   |
| 6e    | Steve Brecher     | $232,862   |